# Radar biestático
Un radar biestático es un radar donde el emisor y el receptor están separados. La distancia entre emisor y receptor es del orden de la distancia comparable a la distancia al objetivo previsto. Inversamente, aquel radar donde transmisor y receptor están en el mismo lugar se llama « radar monoestático ». Esa es la configuración típica de un radar, como el término « monoestático » se usa para distinguir ese tipo de radar de los radares « biestáticos » y « multiestáticos ».

## Diferentes tipos de radares biestáticos

### Radar pseudomonoestático

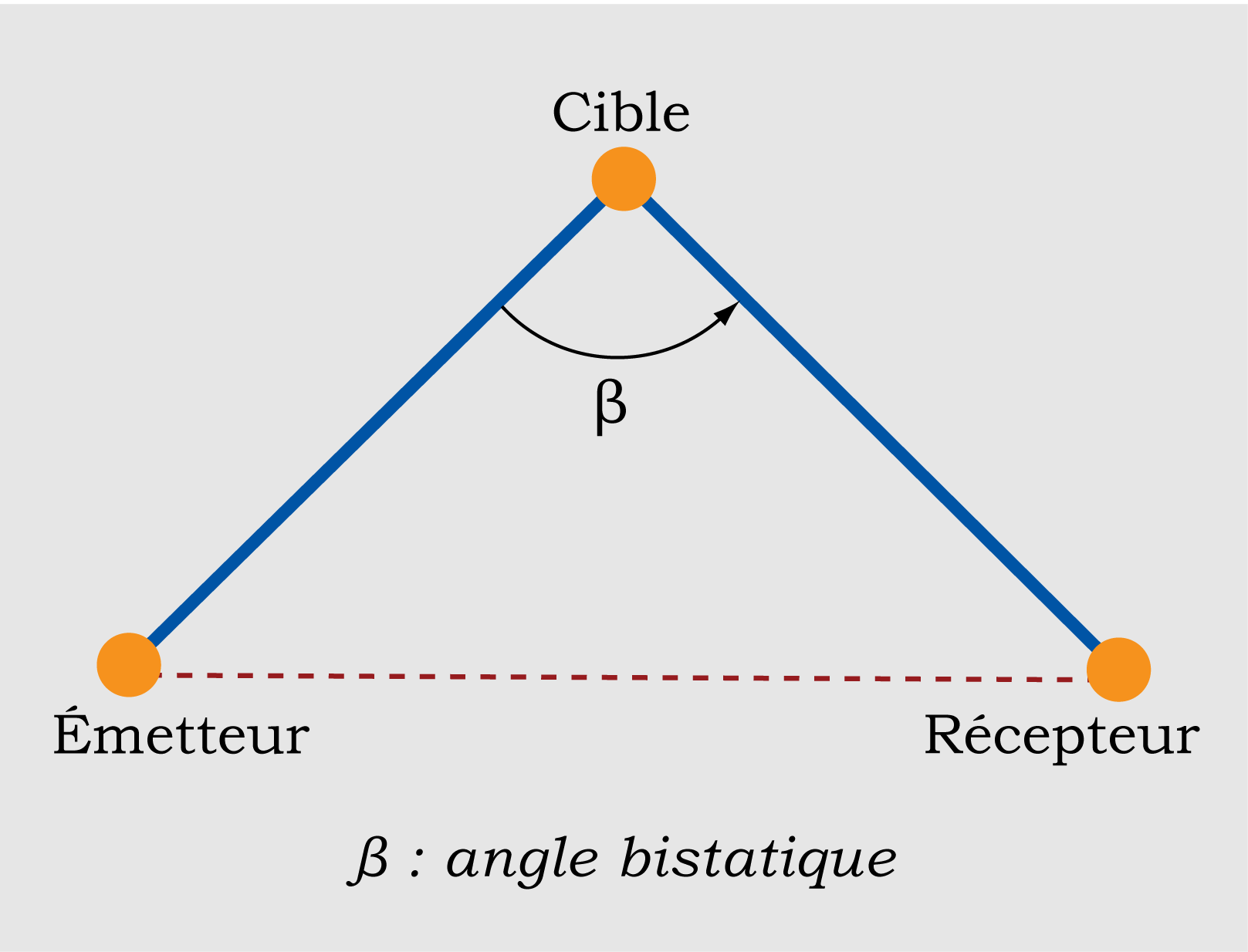
Ángulo biestático

Ciertos sistemas donde transmisor y receptor están separados mas el ángulo subtendido entre emisor, objetivo, y receptor (« ánguli biestático ») es vecino a cero (emisor y receptor están cerca unos de otros) de manera que en este caso se vuelve al escenario de un radar monoestático, por lo que esta configuración se denomina « pseudomonoestática ». Por ejemplo, ciertos radares HF pueden tener un transmisor y un receptor que están separados por unas pocas decenas de kilómetros para el aislamiento eléctrico, pero a medida que el rango meta esperada es del orden de 1000-3500 km, no se consideran realmente biestáticos, y se les conoce como « pseudo-monoestático ».

### Radar a difracción

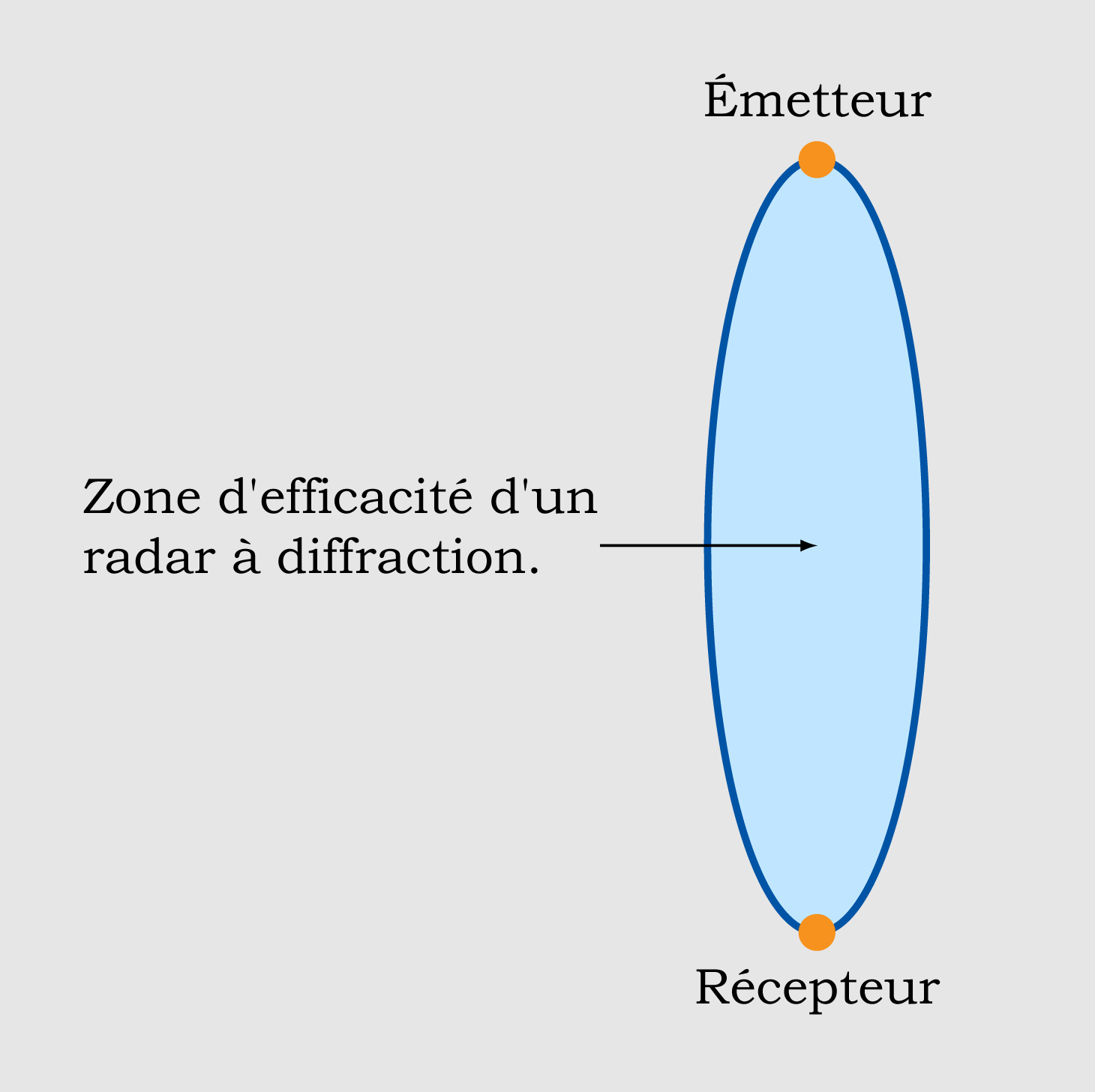
Radar a difracción

### Radar pasivo
Radar biestático o multiestático que utiliza la información de los emisores que no son emisores de radar se llama radar pasivo. Por ejemplo, pueden utilizarse las emisiones de una estación de radiodifusión commercial o de radiocomunicaciones. Este es un caso especial de radar biestático que pueden utilizar la información de un transmisor de radar o no.

## Ventajas e inconvenientes

### Ventajas principales
- Bajo costo de adquisición y mantenimiento (si se utiliza el emisor de un tercero)
- Operación sin una autorización de frecuencia (si se utiliza un transmisor de terceros)
- Operación encubierta del receptor, se pone en acción independientemente del receptor
- Buena resistencia a las contramedidas electrónicas, por forma de onda que se utiliza, y a la localización del receptor potencialmente desconocida, la frecuencia utilizada y la posición del receptor son desconocidos
- Posibilidad de optimizar la sección transversal de radar (RCS) de los efectos geométricos resultantes de la meta
- En misiles de superficie-aire, tener receptor por separado lo hace muy ligero y móvil, mientras que el transmisor puede ser muy pesado y de enorme alcance

### Inconvenientes mayores
- Complejidad del sistema
- Costos de comunicación entre los sitios
- Descontrol del emisor (si se utiliza el emisor de un tercero)
- Difícil de implementar
- Mala cobertura a baja altura, debido a la necesidad de tener línea de visión desde varios lugares